# Микитське кладовище
Микитське кладовище (рос. Никитское кладбище) — цвинтар, розташований у північній частині Курська, на перетині вулиць Карла Маркса і Красний Октябрь; меморіальна пам'ятка історії та культури. Відкритий у 1771 році, нині закритий для поховань.
Поруч з цвинтарем знаходиться Храм Успіння Божої Матері та Великомученика Микити, через який існує вхід до цвинтаря з боку вулиці Карла Маркса.
У 1983 році на цвинтарі відбулося перепоховання останків радянських воїнів та створено меморіал «Пам'яті полеглих у Великій вітчизняній війні 1941—1945 рр.» (автори: колектив скульпторів у складі: Володимира Бартенєва, Валентина Дмитрієва, Миколи Криволапова, Олександра Жиленкова, Тихона Прохорчука та архітектора Марка Теплицького).

## Поховання
- Бородаєвський Валеріан Валеріанович (1874—1923) — російський поет[2].
- Воробйов Костянтин Дмитрович (1919—1975) — письменник.
- Малишев Олександр Іванович (1923—1990) — повний кавалер ордена Слави.
- Нагайбаков Ізмаїл Ахметович (1896—1959) — воєначальник, генерал-лейтенант танкових військ.
- Носов Євген Іванович (1925—2002) — російський письменник, Герой Соціалістичної Праці[4].
- Семенов Федір Олексійович (1794—1860) — російський астроном-аматор[2].
- Старков Олександр Михайлович (1922—1999) — сержант, повний кавалер ордена Слави.
- Шубін Петро Олексійович (1902—1968) — начальник станції Курськ, Герой Соціалістичної Праці.

Герої Радянського Союзу
- Александрюк Віктор Ілліч (1922—1991) — льотчик-винищувач.
- Блінов Костянтин Мінаєвич (1912—1943) — танкіст.
- Бредихін Микола Олексійович (1917—1966) — старшина.
- Бубнов Микола Матвійович (1904—1943) — бригадний командир.
- Васеньов Іван Трохимович (1920—1962) — артилерист.
- Діасамідзе Михайло Степанович (1913—1992) — полковник.
- Калустов Григорій Шаумович (1908—1943) — полковник.
- Кисельов Яків Митрофанович (1925—2018) — полковник.
- Лукін Володимир Петрович (1916—1952) — командир батальйону, капітан.
- Михайлов Василь Миколайович (1910—1943) — штурман.
- Непочатих Ілля Кирилович (1914—1994) — лейтенант.
- Панов Анатолій Дмитрович (1922—1998) — льотчик-штурмовик, підполковник.
- Перекальський Степан Миколайович (1898—1943) — командир дивізії.
- Петрашов Валентин Захарович (1917—2005) — полковник.
- Плисюк Микола Юхимович (1913—1971) — полковник.
- Пронін Іван Васильович (1925—1992) — майор.
- Рудаков Сергій Федорович (1916—1993) — лейтенант.
- Саков Микола Костянтинович (1923—1996) — майор.
- Сидоров Іван Прохорович (1911—1994) — старший лейтенант.